# Typosquatting

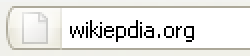
Ein Tippfehler bei der URL-Eingabe kann zu einer Webseite eines Cybersquatters führen.

Typosquatting (zu englisch squat = „besetztes Haus“, deutsche Lehnübertragung: Tippfehlerdomain) ist eine Form von Cybersquatting, die darauf beruht, dass Personen, die eine Webadresse falsch eintippen, auf eine alternative Seite geführt werden. Diese alternative Seite gehört dann dem sogenannten Typosquatter. Da Typosquatting meist von unseriösen Webmastern betrieben wird, ist es nicht selten, dass diese Seiten dann ein Konkurrenzangebot, manchmal aber auch Malware, Werbung oder sonstige unerwünschte Inhalte (z. B. Pornographie) enthalten. Unter bestimmten Umständen kann Typosquatting daher die Kennzeichenrechte des Inhabers der echten Domain verletzen.

## Beispiele
- Ein Beispiel unseriös verwendeter Tippfehlerdomains kann anhand www.wikipedia.org demonstriert werden. Verschreibt man sich und gibt folgendes ein: www.wiipedia.org, www.eikipedia.org, de.wikipedie.org, www.wikipdia.org und www.wilipedia.org, gelangt man ausnahmslos auf Webseiten, die Pop-ups, Spyware/Adware und Werbe-Suchmaschinen enthalten.
- Es gab mindestens zwei Adressen der Website des Präsidenten der USA www.whitehouse.gov, die dieser URL ähnlich waren, aber nicht zum offiziellen Informationsangebot des Präsidenten gehörten: www.whitehouse.com (ehemals eine politische Diskussionsseite) und www.whitehouse.org (eine satirische Site).
- Eine Website des Schweizer Politikers Lukas Reimann sah der politischen Kampagne dabei-bleiben.ch der Befürworter des Parlamentsbeschlusses über die Weiterführung der Personenfreizügigkeit und deren Ausdehnung auf Rumänien und Bulgarien zum Verwechseln ähnlich und verwendete die Domain dabeibleiben.ch.[1]
- Um solche Trittbrettfahrerei zu unterbinden, melden manche Unternehmen eine Anzahl von Webadressen mit Tippfehlern an und leiten diese zu der richtig buchstabierten Hauptwebsite um. So verweisen z. B. die Eingaben www.goolge.de, www.googel.de, wwwgoogle.de und  www.gogle.de alle auf www.google.de. Adressen mit weiteren o zeigen zahlreiche fremdregistrierte Domains.
- Ähnliche Phänomene gibt es auch außerhalb des Internets: AT&T gab die Vanity-Telefonnummer „+1-800-OPERATOR“ auf und ersetzte sie durch „+1-800-CALL-ATT“. Es scheint, als ob viele Amerikaner „Operator“ falsch buchstabierten, denn Konkurrent MCI Worldcom konnte über „+1-800-OPERATER“ zahlreiche Neukunden gewinnen (in beiden Nummern ist das abschließende „R“ überflüssig).
- Ein Beispiel aus jüngster Zeit bietet sich bei den aus wirtschaftlichen und politischen Gründen geführten Kämpfen um die Abstimmung beim Berliner Volksbegehren „Schluss mit Geheimverträgen – Wir Berliner wollen unser Wasser zurück“. Dabei haben sich die Berliner Wasserbetriebe zahlreiche Domains (.net, .com, .info) gesichert, die starke Ähnlichkeit zur Original-Domain wollt-ihr-wissen.de[2] der Initiatoren des Volksentscheid haben. „wollt-ihr-wissen.de“ bestand laut DENIC mindestens seit 15. Dezember 2010, während die Berliner Wasserbetriebe ihre Seiten am 21. Januar 2011 registrieren ließen.[3]